# Безкоровайна Наталія Степанівна
Безкоровайна Наталія Степанівна  (нар. 9 квітня 1958, Сімферополь) — заслужена артистка України (2002), кавалер Ордена княгині Ольги (2009), лауреат Премії АРК (1999), солістка Кримської державної філармонії, доцентка Кримського університету культури, мистецтв і туризму (КУКМіТ, 2013).

## Біографія
Народилася в Криму, в Сімферополі, в сім'ї художника Лаутара Степана Григоровича. З ранніх років музично та художньо Наталія виділялася своєю цілеспрямованістю і любов'ю до народної пісні. У 1975 році вступила в Сімферопольське культурно-освітнє училище, після його закінчення співала в хорі жіночого вокально-хореографічного ансамблю «Таврія». У 1980 році вступила на вокальний факультет Львівської державної консерваторії ім. Н. Лисенка, де навчалася під керівництвом Л. І. Жилкіної, заслуженої артистки України. Після закінчення рік була солісткою хорової капели УРСР «Трембіта» Львівської обласної філармонії, але в 1987 році стала солісткою вже державної філармонії, де пропрацювала аж до 2015 року. Також з 2005 року доцентка КУКМіТ. В даний момент веде гастрольну, науково-дослідну діяльність, з 2002 року входить в склад журі конкурсів «Синій птах», «Кримський світ: сузір'я», «Фестиваль-конкурс ім. Н. А. Обухової». У 2014 році випустила нотний збірник «Василь Безкоровайний. Вокальні твори».

### Родина
- Чоловік — Безкоровайний Богдан Миколайович, заслужений працівник культури України, артист оркестру Державного музичного театру Республіки Крим
- Дочка Олена (24.08.1989), лінгвістка.
- Внучка Марія (19.02.2016).

## Альбоми
- «Задрожали струны» (2002 г.);
- «Рождённая огнём» (2004 г.);
- «Українські народні пісні», золота колекція (2005, 2006 і 2008 рр.)

## Нагороди
- Почесна Грамота міністерства України у справах сім'ї, молоді та спорту (2009);
- Почесна грамота міністерства культури АРК (2008, 2011);
- Подяку Постійного Представника Президента України в АРК (2008, 2009);
- Грамота російського культурного центру (2011);
- Почесна грамота кримського республіканського культурно-просвітницького товариства кримчаків «Къримчахлар» (2009, 2017);
- заслужена артистка України (2002),
- кавалер Ордена княгині Ольги (2009),
- лауреат Премії Автономної Республіки Крим (1999),
- Заслужений працівник культури Республіки Крим (2018).